# Ojokojo Torunarigha
Ojokojo Torunarigha (ur. 12 marca 1970 w Lagos) – nigeryjski piłkarz występujący na pozycji pomocnika lub napastnika, reprezentant Nigerii.

## Życiorys
Grę w piłkę nożną na poziomie seniorskim rozpoczął pod koniec lat 80. w klubie IICC Shooting Stars z Ibadanu. Następnie był graczem Club Sport Batavéa z Libreville. Wiosną 1990 roku przeniósł się do Niemiec, stając się pierwszym afrykańskim piłkarzem zawodowym we wschodnioniemieckiej piłce nożnej po upadku muru berlińskiego. Występował on w Fortunie Furth, Chemnitzer FC, Borussii Neunkirchen oraz FC Sachsen Leipzig. Jako zawodnik Chemnitzer FC w latach 1991–1995 rozegrał 77 mecze na poziomie 2. Bundesligi. Po zakończeniu kariery zawodowej zajął się szkoleniem młodzieży. Jest ojcem Jordana Torunarighi i Juniora Torunarighi.